# Greatest Hits (Cat Stevens)
Greatest Hits is een verzamelalbum uit 1975 van de Britse singer-songwriter Cat Stevens. Het bereikte de tweede plaats in de Britse Albumlijst en piekte op nummer 6 in de Billboard 200. Hoewel het album voornamelijk bestaat uit nummers van zijn vijf eerdere studioalbums, bevatte Cat Stevens' Greatest Hits één nieuw nummer, "Two Fine People", dat in 1975 ook als single werd uitgebracht, en de eerdere single, "Another Saturday Night", die niet op het album stond. Deze singles bereikten respectievelijk de 33e en 6e plaats in de Billboard Hot 100.